# Elektrifikace Sovětského svazu
Elektrifikace Sovětského svazu (v anglickém originále The Electrification of the Soviet Union) je opera ve dvou dějstvích britského skladatele Nigela Osborna na libreto Craiga Reina podle dvou autobiografických děl sovětského spisovatele Borise Pasternaka, prózy Povídka (Pověsť, překládáno též jako Poslední léto) a veršovaného románu Spektorskij. Vznikla na zakázku BBC pro Glyndebournský operní festival a měla premiéru v budově festivalového divadla v Glyndebournu dne 5. října 1987.

## Vznik, charakteristika a historie opery
Britský skladatel Nigel Osborne (nar. 1948) napsal v hudebně-dramatickém oboru nejprve krátkou hudební hru Klec (The Cage, na libreto Johna Whitinga o Ezrovi Poundovi), která měla premiéru roku 1981, a později začal pracovat na dvou ruských námětech, opeře podle Bulgakovova románu Mistr a Markétka a jiné opeře na námět textů Borise Pasternaka. Bulgakovovský námět však musel odložit a namísto něho napsal operu Pekelní andělé (Hell's Angels, 1986) na libreto Davida Freemana – ta se však ukázala úplným fiaskem. Rovněž premiéra jeho třetí opery Elektrifikace Sovětského svazu byla plánována na roku 1986, nakonec se však konala o rok později. Vznikla na zakázku BBC a z iniciativy svého ředitele Anthonyho Whitwortha-Jonese se jí ujal soubor Glyndebourne Touring Opera, kočovná společnost fungující při Glyndebourském operním festivalu, která od počátku 80. let usiluje mimo jiné o šíření soudobé britské operní tvorby (Oliver Knussen, Michael Tippett, Harrison Birtwistle, Jonathan Dove…).
O napsání libreta k této opeře na základě Pasternakova textu Povídka požádal Osborne svého přítele Craiga Raina; přitom ani nevěděl, že Rainova manželka Lee byla Pasternakovou vnučkou a dědičkou, což usnadnilo řešení autorských práv. Raine ve svém libretu zkombinoval povídku s námětově obdobnou Pasternakovou básní Spektorskij. Přes značnou libretistovu snahu zůstaly patrné přednosti i slabiny předlohy (o níž Craig sám napsal: „Novela je komplikovaná retrospekcemi, neprůhledností, nedostatkem zápletky a přehršlí triviálních příhod.“). Craig vystihl velmi obrazný Pasternakův jazyk i kresbu hrdinů, děj však prakticky neobsahuje dramatické situace a postavy prakticky neprodělávají duševní vývoj.
Název opery odkazuje na Leninovo heslo z doby budování komunistického státu v Rusku: "Komunismus = elektrifikace + vláda sovětů". Nemá však přímý vztah k ději, ale pokazuje na bolševickou revoluci jako pozadí příběhu a současně na vzrůstající zanícenost a energičnost mladého básníka, protagonisty příběhu. Hlavním tématem opery jsou vnitřní boje hrdiny, Serjoži Spektatorského, ve dvou prolínajících se oblastech. Serjoža se jednak vyrovnává se s ruskou válkou a revolucí, v níž stojí nerozhodně mezi svou revolucionářskou sestrou a jejím přítelem, tvrdým a důsledným revolucionářem Lemochem (jeho předobrazem byl Vladimir Majakovskij) na jedné straně a na straně druhé uctívanou buržoazní rodinou Frestelnových, u níž je Serjoža zaměstnán. Druhým vnitřním konfliktem je jeho dvojí zamilovanost – idealizovaně platonická do nepřístupné guvernantky Anny a živočišně vášnivá do prostitutky Sašky.
Hudba opery je moderní, ale divácky přístupná, působivá zejména v charakterizaci emocí hrdinů. Kritik Konrad Heidkamp ji popisuje takto: „…filmová hudba, doprovodná hudba k operním výstupům… Příliv a odliv vedený harfou, zvukomalba, smyčcový orchestr jako basový doprovod, komorně hudební pasáže s břesknými dechovými apoteózami a zase hudební minimalismus ve stylu Gavina Bryarse a Michaela Nymana: britský humor na cestě k populární hudbě. Árie kolísají mezi líbezností Porgy a Bess a hudební svévolí, jsou komponovány s vědomým pousmáním. Avangarda si přivlastnila bulvární divadlo.“ Hudba však rovněž evokuje místo a dobu, kde se odehrává příběh, a používá postupů sovětské avantgardy 20. let 20. století (Šostakovič, Prokofjev), včetně „hudby strojů“. Mezi nejzajímavější části opery patří v zásadě lyrické, emocionálně vypjaté monology hlavních postav – Pasternaka v prologu a epilogu, Annino vzpomínání na mrtvého manžela, Serjožovo opěvování Saščina těla a jeho monolog o dražbě po vyznání lásky Anně. Opera trvá zhruba dvě hodiny.
Kritiky i divácký ohlas byly tentokrát příznivé (jen Sellarsova režie byla předmětem řady výtek). Glyndebourne Touring Opera představila Elektrifikaci Sovětského svazu po premiéře na několika místech Anglie (Oxford, Southampton, Manchester, Birmingham) a v Hebbel-Theater v Berlíně, jakož i v hlavním programu následující sezóny festivalu (1988). Vedle toho byl 2. prosince 1987 pořízen videozáznam opery pro televizi BBC. Roku 1989 nastudovalo operu divadlo ve Wuppertalu (v německém překladu Friedricha Spangemachera).
Pro novou inscenaci, která vznikla v koprodukci společností Opera Vest (Norsko), Music Theatre Wales (Spojené království) a Stichting Stadsschouwburg en Concertgebouw Haarlem (Nizozemsko) a hrála se v letech 2002–2003, upravil skladatel operu především tím způsobem, že zredukoval orchestraci na 14 nástrojů.

## Osoby a první obsazení
| Osoba                                    | hlasový obor         | světová premiéra (5.10.1987) |
| ---------------------------------------- | -------------------- | ---------------------------- |
| Boris Pasternak                          | baryton              | Henry Herford                |
| Serjoža Spektorskij                      | baryton              | Omar Ebrahim                 |
| Fresteln / Saščin manžel                 | baryton (bas)        | Philip O'Reilly              |
| Fardybasov / Průvodčí / Frestelnův sluha | bas                  | Wout Oosterkamp              |
| Anna Arild                               | soprán (mezzosoprán) | Elizabeth Laurence           |
| Saška                                    | soprán               | Anna Steiger                 |
| Paní Frestelnová                         | soprán               | Eirian Davies                |
| Nataša                                   | mezzosoprán          | Linda Hirst                  |
| Lemoch                                   | mluvená role         | Jonathan Veira               |
| Harry Fresteln                           | mluvená role         | Jamie Gates                  |
| Dirigent:                                | Dirigent:            | Elgar Howarth                |
| Režie:                                   | Režie:               | Peter Sellars                |
| Výprava:                                 | Výprava:             | George Tsypin                |
| Kostýmy:                                 | Kostýmy:             | Duna Ramicova                |

## Instrumentace

### Původní verze
Dvě flétny (1. též pikola, 2. též altová flétna), dva hoboje (2. též anglický roh), 2 klarinety (2. též basklarinet), dva fagoty (2. též kontrafagot), tři lesní rohy, dvě trubky, dva pozouny, tuba, dvě bicí soupravy, harfa, klavír, šestery první a šestery druhé housle, čtyři violy, pět violoncell, tři kontrabasy, magnetofonová nahrávka.

### Komorní verze
Flétna (též pikola nebo altová flétna), klarinet (též basklarinet), fagot, lesní roh, trubka, bicí souprava, harfa, troje housle, viola, dvě violoncella, kontrabas, magnetofonová nahrávka.

## Děj opery
Děj opery není chronologicky lineární, odehrává se ve třech prolínajících se časových rovinách: doba revoluce (1920/1921), zima 1916 a léto 1914. V prologu a epilogu vystupuje postava Borise Pasternaka, jejímž alter ego je vlastní hrdina opery, básník Serjoža Spektorskij; Pasternakova postava je přítomna celému ději.

### 1. jednání
(1920) Pasternak zpívá paján na revoluci.
(Zima 1916) Serjoža přijíždí vlakem do Usolje navštívit svou sestru Natašu. Voják Fardybasov vzpomíná na potopení své lodi. Nataša vypráví Serjožovi o svém příteli Lemochovi, revolucionáři, kterého pozvala na večeři. Serjoža usíná a vzpomíná na poslední léto před válkou.
(Léto 1914) Serjoža pracuje jako domácí učitel v židovské měšťanské rodině Frestelnů v Moskvě. Nataša jej přijíždí navštívit a je městem nadšena. Serjoža se zamiluje do guvernantky u Frestelnů, Anny Arildové, která nenávidí svou zaměstnavatelku. Anna vzpomíná na smrt svého manžela a přemítá o tom, jak je nešťastná. Paní Frestelnová se začíná zajímat o to, kam Serjoža v noci chodí.

### 2. jednání
Serjoža navštěvuje prostitutku Sašku, pro niž je „její nejoblíbenější hladový básník“. On ji zbožňuje a Saška přitom vzpomíná na svou první lásku. Do místnosti vrazí Saščin opilý manžel a Serjoža odchází. Sašku vzápětí zatýká policie.
Paní Frestelnová chce opustit Moskvu a vadí se s Anou. Frestelnův sluha Serjožovi říká, že Anna jako jediná zůstává. Serjoža ji nachází prostřenou na lůžku a nejprve se domnívá, že je mrtva, ale Anna procitne a Serjoža ji požádá o ruku. Jeho spisovatelský blok konečně mizí a básník začíná psát fantastický text, ve kterém se umělec sám draží, aby získal peníze na spasení trpícího ženského pohlaví. Ani si přitom nevšímá, že Anna jeho nabídku odmítá a odchází.
Serjoža vyprovází Frestelnovy na vlak. Průvodčí čte jeho myšlenky.
(Zima 1916) Serjoža se probudí a Nataša mu představuje Lemocha. Serjoža mu odmítne stisknout ruku.
(1920) Serjoža se vrací do opuštěného domu Frestelnů. Fardybasov je v Rudé armádě a na místě nachází Serjoža jen Annu, která je nyní stranickou funkcionářkou. Dům Frestelnových je vyklízen; původní majitelé, nepřátelé lidu, zde již nejsou. Anna naznačuje, že má důkazy o Serjožově dobrém vztahu s Frestelnovými, které by jej mohly kompromitovat jako nepřítele státu, ale rozhoduje se je nevyužít.
Pasternak opět zpívá svou revoluční píseň.